# TV5 Monde
TV5 Monde (precedentemente nota solo come TV5) è una rete televisiva internazionale che offre la programmazione in lingua francese in collaborazione con France Télévisions, Radio Télévision Suisse Romande (RTS), Radio-Télévision Belge de la Communauté Française (RTBF), Société Radio-Canada (SRC) e TV Monaco (TVM).
TV5 comincia a trasmettere nel gennaio 1984 e rimase sotto la gestione di Serge Adda fino al novembre 2004. Il 6 aprile 2005 fu nominato nuovo direttore Jean-Jacques Aillagon, ex ministro francese della cultura e delle telecomunicazioni.
Nel 2006, TV5 viene profondamente ristrutturata: cambio di nome della rete (che diventa TV5 Monde), accentuazione del carattere internazionale, introduzione di orari e programmi nuovi.
TV5 Monde è la quarta più grande rete televisiva globale disponibile in tutto il mondo dopo la BBC, CNN ed MTV. In Italia è ricevibile la versione europea dell'emittente: TV5 Monde Europe.
A partire dal 6 febbraio 2012 il canale TV5 Monde Europe è diventato visibile anche in Digitale Terrestre in Valle d'Aosta su Rai Mux France sul canale 103 per gli aostani francofoni. Dal 5 maggio 2020 il canale non è più disponibile sui satelliti Hot Bird (13° est) e quindi su Tivùsat e Sky Italia mentre rimane visibile in chiaro sui satelliti Astra (19,2° est). Dalla primavera 2020 è ricevibile in streaming sul sito web https://europe.tv5monde.com/en/live e mediante app per Smart tv Samsung con sistema operativo Tizen e Fire TV.
Da marzo 2024 il canale è di nuovo disponibile sui satelliti Hot Bird (13° est) e quindi su Tivùsat e Sky Italia nonché visibile in chiaro sui satelliti Astra (19,2° est).
Sul sito ufficiale dell'emittente è disponibile il canale in streaming TV5 Monde Info che trasmette notizie 24 ore al giorno.

## Canali
- TV5 Monde FBS (Francia, Belgio e Svizzera)
- TV5 Monde Europe
- TV5 Monde Afrique
- TV5 Monde Maghreb-Orient
- TV5 Monde Asie
- TV5 Monde Québec-Canada
- TV5 Monde Etats-Unis (Stati Uniti, con sottotitoli in inglese)
- TV5 Monde Amerique Latine
- TV5 Monde Brésil (Brasile, con sottotitoli in portoghese)
- TV5 Monde Pacifique (Oceania)
- TV5 Monde Info (Streaming)